# Franco Panizon
Franco Panizon (Trieste, 23 aprile 1925 – Trieste, 15 ottobre 2012) è stato un pediatra italiano, professore, autore di diversi libri e manuali di pediatria, fondatore di riviste specialistiche e società scientifiche.
È ricordato soprattutto per aver promosso una serie di provvedimenti che rivoluzionarono la cura dei bambini in Italia a partire dagli anni settanta del XX secolo, come la creazione del Day hospital pediatrico e l'apertura dei reparti di pediatria alle famiglie. L'importanza della sua "rivoluzione" è tale da essere paragonata a ciò che Franco Basaglia fece nella psichiatria. Per tale motivo è considerato un "padre della pediatria italiana".

## Biografia
Trascorse la sua giovinezza tra le città di Venezia, Milano, Fiume e Padova.
Nel 1943, all'età di 18 anni, si arruolò nella 4ª Divisione alpina "Monterosa", schierata con la Repubblica Sociale Italiana, prestando servizio sulle montagne della Liguria.
Terminata la guerra si laureò in medicina nel 1949 all'Università di Padova. Durante gli anni dell'università conobbe e strinse una profonda amicizia con Franco Basaglia. Dopo la laurea frequentò il corso di specializzazione in pediatria a Padova.
Dal 1955 ha esercitato come aiuto e docente di pediatria presso gli ospedali di Sassari, dove condusse ricerche sul favismo. Nel 1962 ha lavorato a Ferrara dove rimase solo un anno. Dal 1963 lavorò a Pavia dove si occupò di ematologia, neonatologia e di reflusso vescico-ureterale. Durante il periodo pavese instaurò una stretta collaborazione col chirurgo pediatrico siciliano Giovanni Verga, considerato pioniere della chirurgia pediatrica in Italia.
Dal 1966 tornò a Padova dove poté approfondire le sue conoscenze in allergologia grazie anche a dei soggiorni esteri a Montpellier e Londra.
Dal 1968 e fino alla fine della sua carriera, è stato Direttore della Clinica dell'Ospedale infantile Burlo Garofolo di Trieste, iniziando quella rivoluzione nella cura dei bambini che influenzò le generazioni successive. Nello stesso anno fu tra i fondatori della Facoltà di Medicina e Chirurgia dell'Università di Trieste e negli anni successivi diresse la Scuola di specializzazione in Pediatria di Trieste.
Tra le varie innovazioni che introdusse nella cura dei bambini in Italia si ricorda la politica della "deospedalizzazione" tramite la riduzione della durata della degenza, la creazione del primo Day hospital pediatrico nel 1977. Altro punto cardine dell'opera di Panizon fu l'umanizzazione della pediatria, mettendo il bambino e la propria famiglia al centro dell'attenzione del pediatra. Per questo motivo venne introdotta l'apertura dei reparti alle famiglie: fino ad allora infatti i bambini rimanevano chiusi in reparto senza poter vedere i propri genitori se non nei rigidi orari di visita.
Sempre attento alla formazione, non solo di studenti in medicina o di medici in specializzazione, ma anche di specialisti navigati, Panizon è stato tra i fondatori dell’Associazione Culturale Pediatri nel 1974 (di cui è stato anche Presidente dal 1986 al 1991) e di diverse riviste specialistiche italiane tra cui “Prospettive in Pediatria” e “Medico e Bambino” (1982), nonché autore, coautore o curatore di diversi manuali specialistici.
Dopo la pensione, viaggiò in vari paesi in via di sviluppo (soprattutto in Angola), dove lavorò come medico, organizzatore sanitario e docente.
Morì nell'ottobre del 2012 a Trieste dopo una lunga malattia ematologica.

## Pubblicazioni

### Libri
- Cari genitori, cari nonni, cari insegnanti, cari pediatri, Medico e Bambino sas, Trieste, 2014. ISBN 978-88-907952-9-9
- Editoriali e pupoli, Medico e Bambino sas, Trieste, 2014. ISBN 978-88-907952-8-2
- EEE LA VITA, LA VITA L'È BELA. Miserie e miracoli in 50 anni di pediatria italiana (1950-2000), Medico e Bambino sas, Trieste, 2013. ISBN 978-88-907952-5-1
- La bella gioventù. Memorie di un alpino della «Monterosa», Ugo Mursia Editore, 2010. ISBN 978-88-425-4243-8
- NEUROSCIENZE DELLO SVILUPPO ABCD per il pediatra e la famiglia curiosa parte prima: IO ROBOT, Medico e Bambino, 2006. ISBN 978-88-907952-3-7
- NEUROSCIENZE DELLO SVILUPPO ABCD per il pediatra e la famiglia curiosa parte seconda: IO UOMO, Medico e Bambino, 2006. ISBN 978-88-907952-4-4

### Illustratore
- Lucio Piermarini. Io mi svezzo da solo! Dialoghi sullo svezzamento. Bonomi editore, Pavia, 2008. ISBN 978-88-86631-48-8

### Riconoscimenti
- 2014 - Premio Bertrand Russell ai saperi contaminati della Fondazione Mediterranea e dell'Università Mediterranea: alla memoria[8]
- 7306 Panizon, asteroide della fascia principale.